# Xã Manlius, Michigan
Xã Manlius (tiếng Anh: Manlius Township) là một xã thuộc quận Allegan, tiểu bang Michigan, Hoa Kỳ. Năm 2010, dân số của xã này là 3.017 người.